# Thỏi vàng

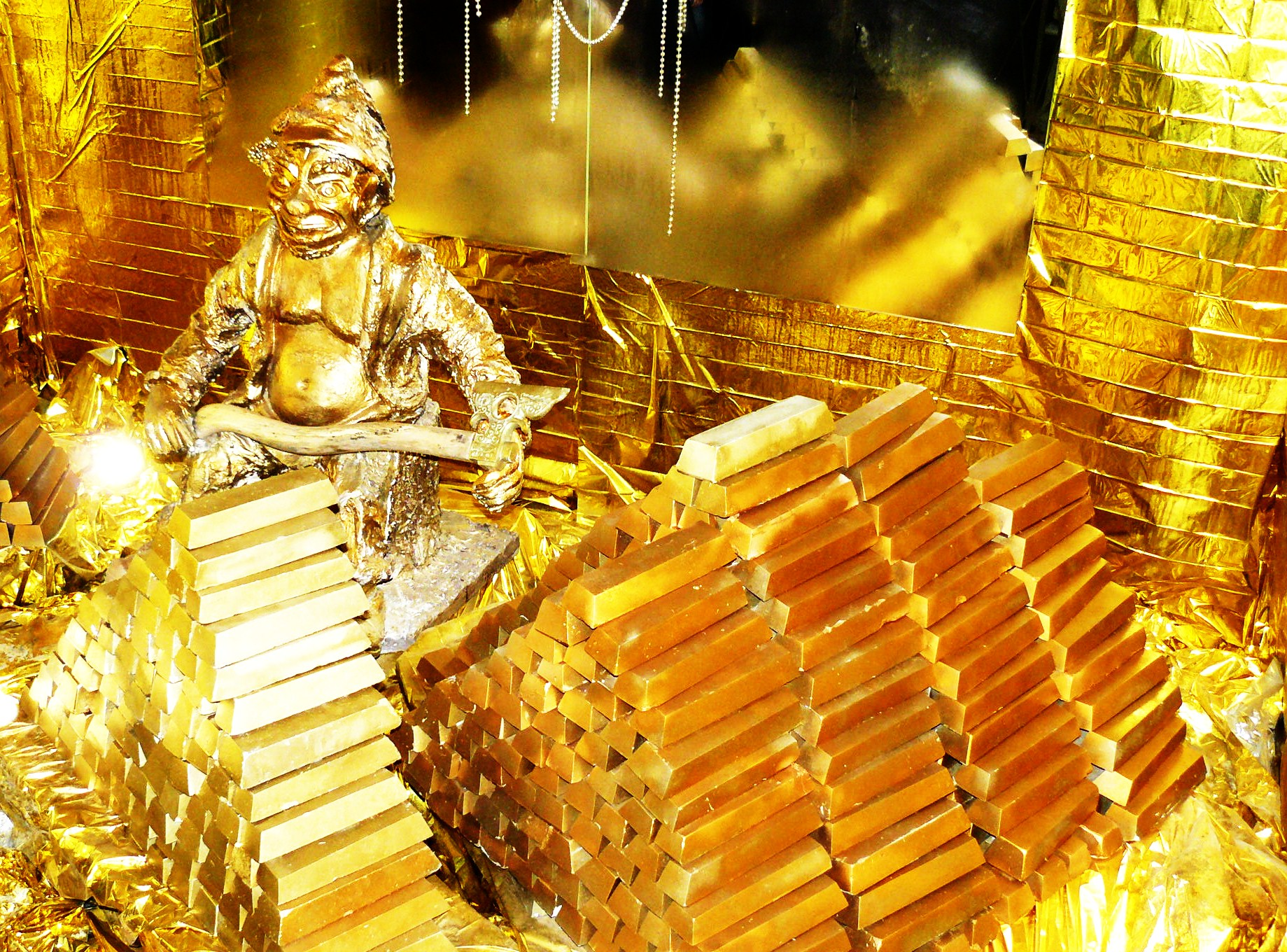
Vàng thỏi xếp chồng lên nhau, đây là các thỏi vàng dạng viên gạch

Thỏi vàng (gold bar) hay vàng thỏi (gold ingot) hay vàng miếng (gold bullion) là hình thái vàng dự trữ dưới dạng khối (miếng) hay thanh (thỏi), một thỏi vàng 100 troy ounce là những thanh vàng dễ quản lý hơn và được sử dụng rộng rãi trong giao dịch và đầu tư, kích thước thỏi vàng phổ biến ở khu vực châu Á bao gồm thanh 10 gam, 100 gam và 1.000 gam. Ngày nay, vàng thỏi được sử dụng trong các giao dịch tiền tệ quốc tế giữa các ngân hàng và chính phủ. Vàng thỏi là hình thức quan trọng của đầu tư kim loại quý, một số nhà đầu tư, đặc biệt là ở châu Âu, thích hình dạng viên gạch hơn.
Bên cạnh những người tham gia thị trường vàng thỏi trực tiếp, các bên chuyên nghiệp khác như các công ty đầu tư và thợ kim hoàn sử dụng vàng thỏi như sản phẩm hoặc dịch vụ mà họ sản xuất hoặc cung cấp cho khách hàng. So với tiền xu, vàng thỏi hoặc đồng xu vàng có thể được mua và giao dịch ở mức thấp hơn và giá giao dịch gần với giá trị của kim loại quý làm ra chúng. Dự trữ vàng bằng thỏi vàng cũng đóng vai trò quan trọng trong nền kinh tế của Nhà nước, những thỏi vàng này sẽ được sử dụng khi nền kinh tế nguy ngập.
Trong cuộc khủng hoảng kinh tế Venezuela, Chính phủ của tổng thống Maduro trước nhiều sức ép đã quyết định bán lượng vàng dự trữ để mua nhu yếu phẩm, những thỏi vàng được tổng thống Maduro đặt lên bàn làm việc và cầm thỏi vàng trong cuộc họp với các quan chức kinh tế tại Dinh thự Miraflores Palace ở Caracas. Ngoài ra, Chính phủ Venezuela còn có kế hoạch chuẩn bị phát hành những thỏi vàng nhỏ khoảng 2,5gr nằm trong kế hoạch khuyến khích tiết kiệm thông qua giới thiệu những thỏi vàng có in dấu xác nhận của Ngân hàng Trung ương Venezuela. Việc phát hành vàng nằm trong các biện pháp cải thiện kinh tế của Chính phủ nhằm nâng cao thu nhập, đưa nền kinh tế thoát khỏi tình trạng suy thoái và lạm phát cũng như tận dụng được nguồn vàng dự trữ quốc gia, ngoài ra, kế hoạch hồi hương vàng dự trữ ở nước ngoài cũng đã được chính phủ Venezuela tính đến.

## Thư viện ảnh

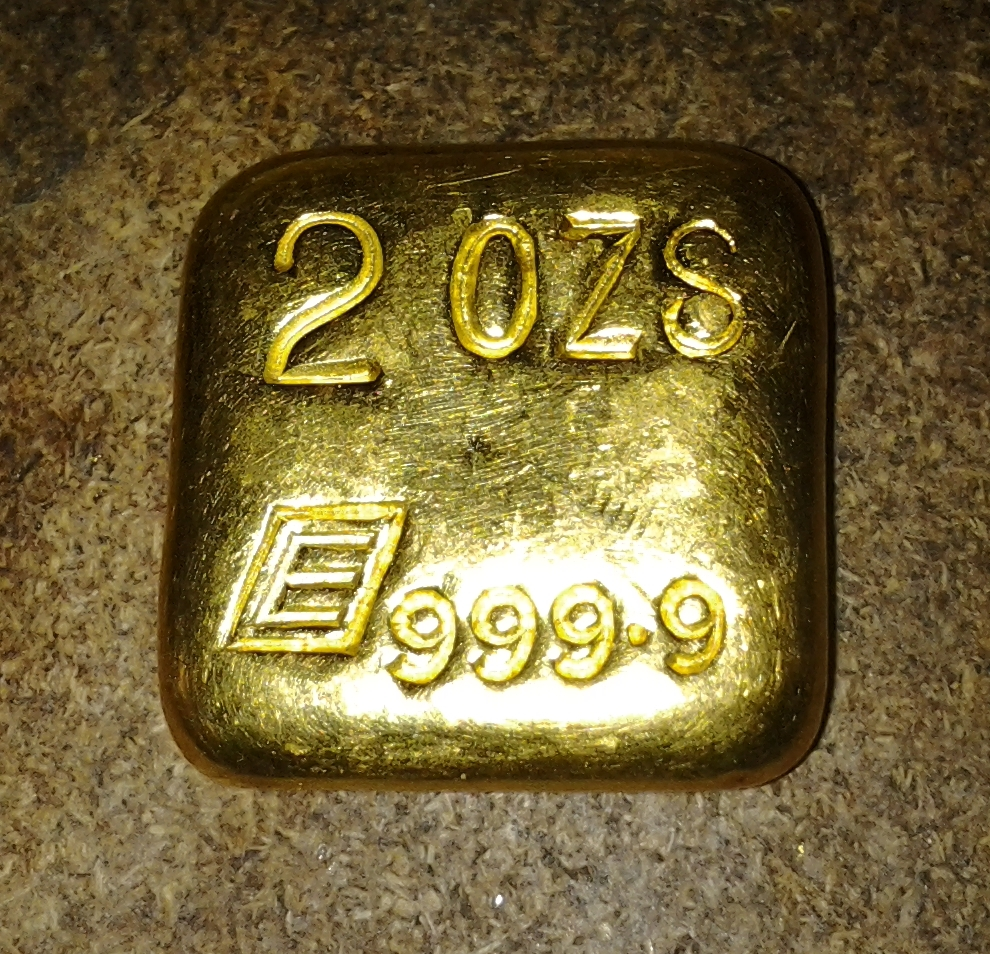
Thỏi vàng cở nhỏ (vàng 999.9)
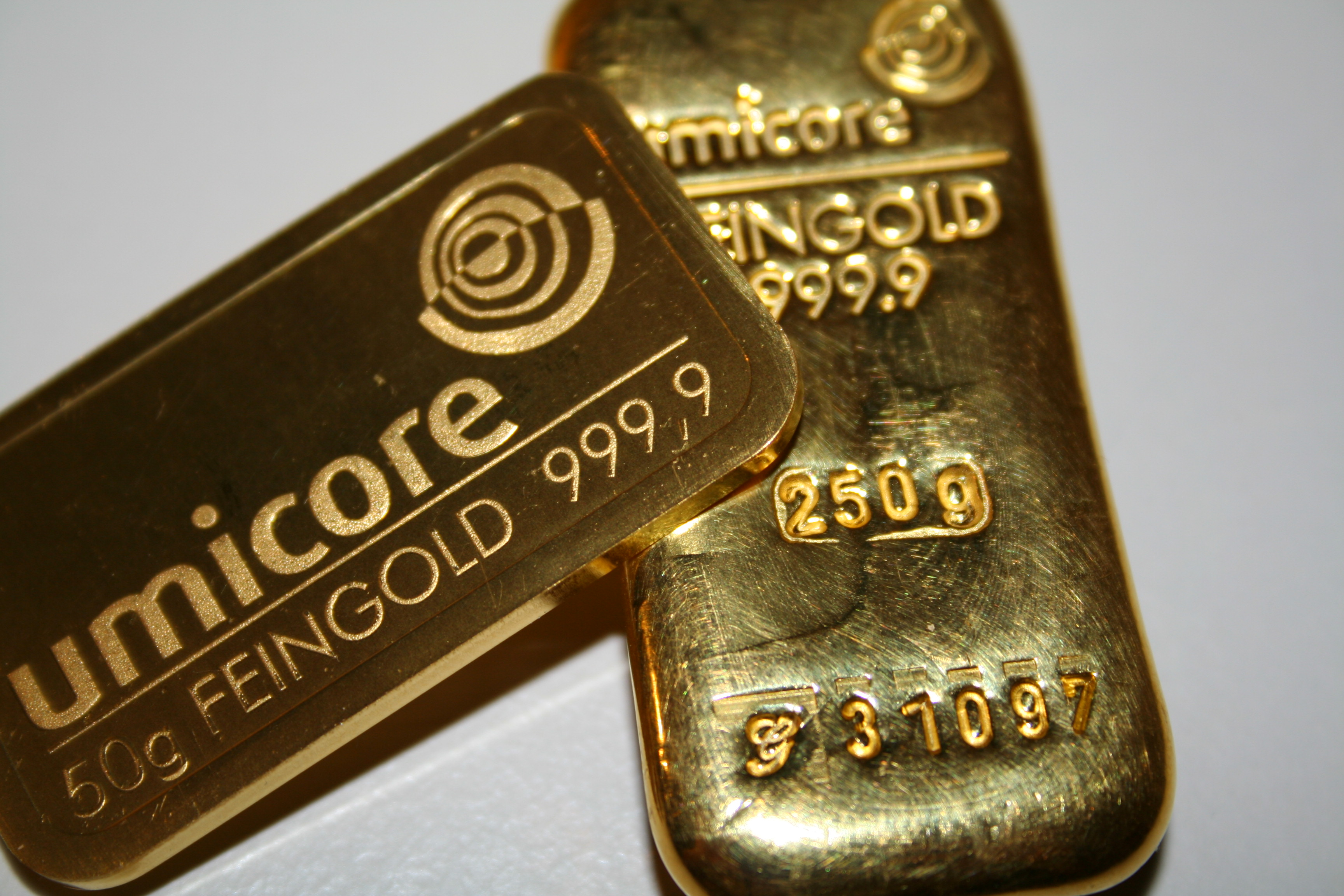
2 miếng vàng
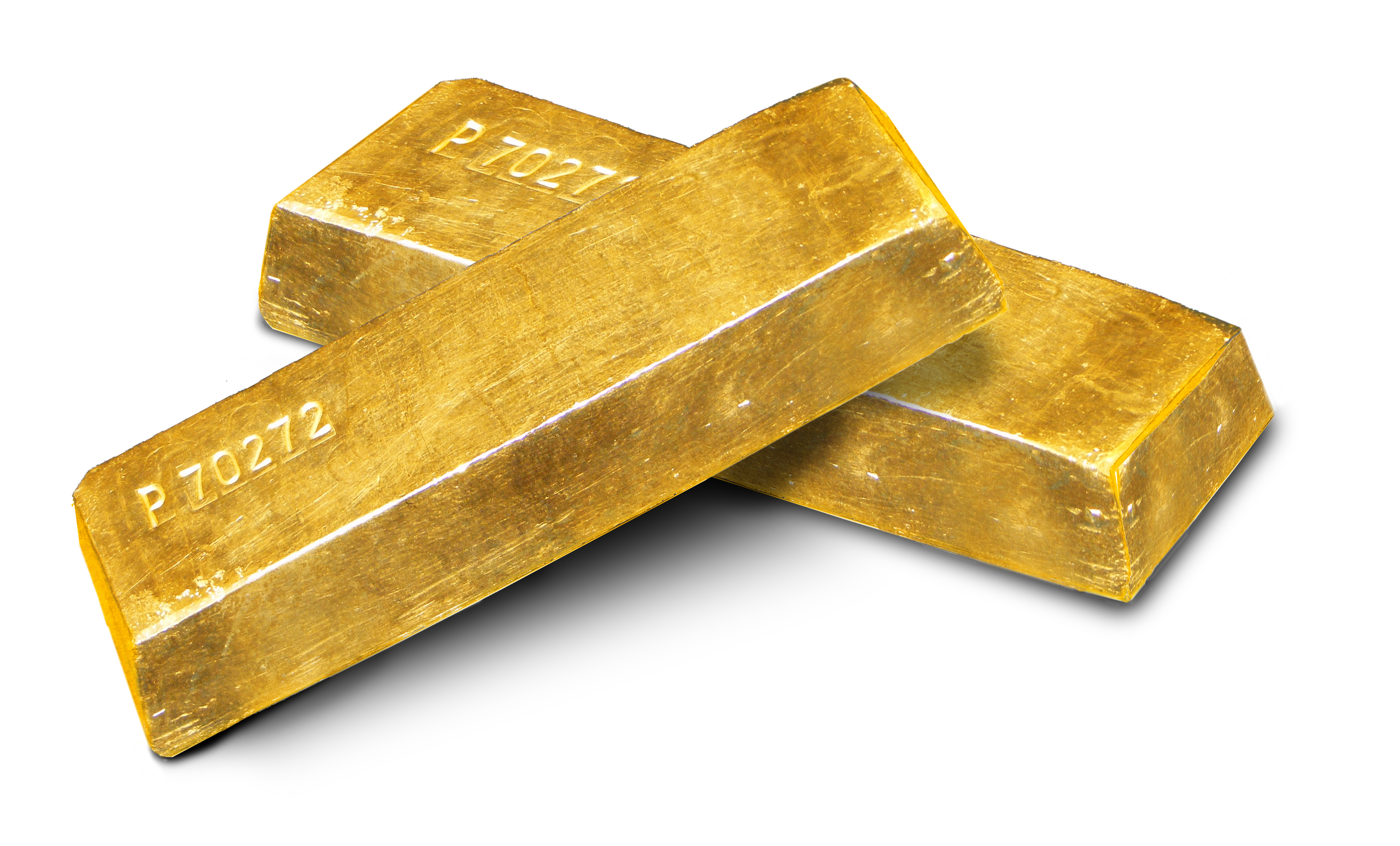
2 thỏi vàng
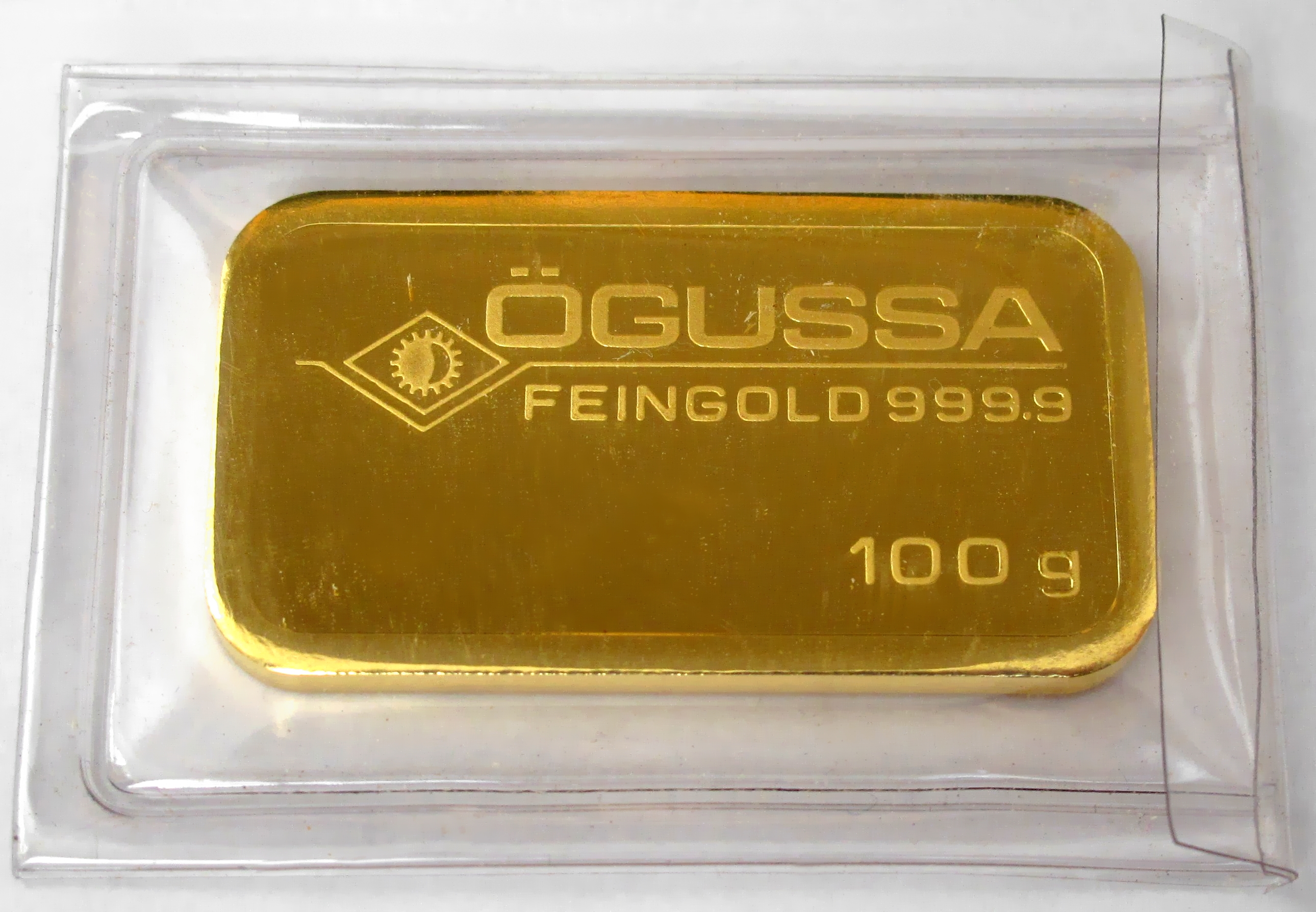
Miếng vàng trong vỏ bảo vệ
Vàng thỏi và vàng vụn